# Targionia
Targionia là một chi rêu trong họ Targioniaceae.